# Tamentout
Tamentout est un village perché à plus de 700 mètres d'altitude dans la commune de Djimla relevant de la wilaya de Jijel en Algérie.